# Gladys Guarisma
Gladys Guarisma, ou Gladys Guarisma-Popineau, née à  Ciudad Bolívar le 30 août 1938 et morte le 12 février 2022, est une linguiste vénézuélienne. 
Linguiste au Centre national de la recherche scientifique en France, elle est l'une des pionnières de la linguistique africaine. Son œuvre scientifique a une influence durable sur son champ de recherche. 

## Biographie

### Carrière
Entrée au CNRS en 1965, elle est une des premières à être recrutée par Jacqueline M.C. Thomas pour participer à l'équipe de recherche qu'elle dirige, qui deviendra le LACITO. 
Spécialiste reconnue des langues bantoues du Cameroun, elle étudie tout d’abord le bafia, une langue bantoïde du Cameroun dont elle publie la phonologie en 1967, les classes d’accord en 1969, puis en 1973 le syntagme nominal (thèse de 3ème cycle Le nom en bafia, à l’Université Paris V), et une description complète de la langue, sujet d’une thèse d’État soutenue en 1992 :  Le bafia (rì-kpāɂ). Elle étudie en outre une seconde langue bantoïde, le vouté (vute), au sujet de laquelle elle publie une étude en 1978. Elle travaille également sur la médecine traditionnelle (collaboration avec Rosmarie Leiderer, 1982) et la tradition orale (ouvrage à paraître). Elle participe à l’élaboration du questionnaire grammatical d’enquête (1971) et au questionnaire d’inventaire linguistique QIL du Cameroun (Yaoundé, 1974). 
Après son départ en retraite, elle poursuit son activité scientifique pendant de nombreuses années. Elle est encore l'auteur d'un recueil de contes à paraître aux Presses de l'Inalco. 

### Principales publications
- Gladys Guarisma, Complexité morphologique, simplicité syntaxique : le cas du bafia, langue bantoue (A 50) du Cameroun, Paris, Peeters, 2000, 383 p..
- Gladys Guarisma-Popineau, Le Bafia (r-kpâɂ : ) (Thèse d'État en Lettres), Paris, 1992.
- Gladys Guarisma et Wilhelm J. G. Möhlig, La Méthode dialectométrique appliquée aux langues africaines, Berlin, D. Reimer, 1986.
- Gladys Guarisma et Christiane Paulian, Dialectométrie lexicale de quelques parlers bantous de la zone A, in : La méthode dialectométrique appliquée aux langues africaines, Berlin, Dietrich Reimer, 1986, p. 93-176.